# Elmar Neulinger
Elmar Neulinger (Innsbruck, 5 mei 1942) is een Oostenrijks componist, muziekpedagoog en trompettist.

## Levensloop
Neulinger was als trompettist lid van de Militärmusik Tirol. Tegelijkertijd studeerde hij aan het Tiroler Landeskonservatorium in Innsbruck en behaalde aldaar zijn diploma als uitvoerend musicus (trompettist), muziekleraar en als kapelmeester (HaFa-dirigent). Hij speelde in verscheidene orkesten en had een baan als muziekpedagoog in Wenen. In 1974 wisselde hij als docent aan de stedelijke muziekschool naar Kufstein. 
Als trompettist verzorgt hij solo-optredens en is verder lid van verschillende harmonieorkesten zoals de Stadtmusikkapelle Wilten-Innsbruck alsook van de Stadtmusikkapelle Kufstein. 
Naast bewerkingen van klassieke muziek voor harmonieorkest (Zigeunertanz van Josef Hellmesberger jr., werken van Johann Strauss jr., Henry Purcell en anderen) schrijft hij ook eigen werken voor dit medium.

## Composities

### Werken voor harmonieorkest
- 1986 Balkan-Impressionen, op. 19
- Die Jubiläumsfeier, voor harmonieorkest en orgel (ad libitum)
- Grüße aus Meran, wals
- Gruß an Europa (Greeting to Europe), mars
- Marsch der Reservisten
- Musikantenfreundschaft
- The New Brass Generation
- Vom Inn zur Donau, selectie